# Château de Ciergnon
Le château de Ciergnon, ou château royal de Ciergnon (en néerlandais : Koninklijk kasteel van Ciergnon) est une des résidences d'été préférée de la famille royale belge située en Wallonie près du village de Ciergnon dans la commune d'Houyet en province de Namur. La propriété et son parc font partie de la Donation royale.

## Histoire
Le domaine de Ciergnon a été acquis par le roi Léopold Ier en 1840 sur demande de son épouse, la reine Louise-Marie. Cet achat fut motivé par la santé fragile de la reine. En effet, ses médecins pensaient que l'air de la région serait bénéfique pour ses bronches.  Le roi y fit construire un pavillon de chasse dont les plans furent confiés à l’architecte Henri Joseph Duvinage.
En 1888, le roi Léopold II demanda à son architecte, Alphonse Balat, de fortement remanier l'édifice afin de le transformer en un véritable château. C'est à cette époque que le bâtiment acquit sa forme actuelle. C'est Élie Lainé qui élabore le projet pour les jardins.
Le domaine de Ciergnon fait partie des biens légués à l’état belge par le roi Léopold II en 1903 dans le cadre de la Donation royale.
En 1960, c’est à Ciergnon que le roi Baudouin présenta à la presse sa fiancée Fabiola de Mora y Aragón. En 1994 c'est également là où Albert II fête son soixantième anniversaire.
Plus récemment, la chapelle du château accueillit les cérémonies de baptême des quatre enfants du roi Philippe et de la reine Mathilde.
En 2018 la sécurisation du bâtiment en raison du contexte terroriste coûte environ 700 000 €. Afin que la sécurité soit du même type qu'au Palais royal de Bruxelles ou au Château de Laeken, c'est la Régie des bâtiments qui prend en charge les coûts. Cette décision fait polémique, car la dépense est supportée par l'État et non par la Donation royale.